# José Anigo
José Anigo (* 15. April 1961 in Marseille) ist ein ehemaliger französischer Fußballspieler und heutiger -trainer sowie -funktionär. Seit 2022 ist er Sportdirektor bei Olympiakos Piräus. Die längste Zeit seiner Karriere verbrachte er sowohl als Spieler wie auch später als Trainer und sportlicher Leiter bei Olympique Marseille.

## Karriere
José Anigo wurde in Marseille geboren und wuchs nördlich der Stadt auf. Seine Familie stammt ursprünglich aus Spanien und musste unter der Franco-Diktatur als Republikaner nach Frankreich fliehen.

### Als Spieler
Er begann seine Karriere 1972 in der Jugend von Cité Saint-Louis und wechselte nach einem Jahr zu Provençale Sports. 1976 schloss er sich der Jugendabteilung von Olympique Marseille, dem größten Verein Marseilles, an. Bereits ein Jahr später wurde der damals 16-jährige Abwehrspieler erstmals in der B-Mannschaft des Vereins eingesetzt. Ab 1979 kam er auch in der Profimannschaft des Vereins in der Division 1 zum Einsatz und stand im Kader der französischen U-23-Nationalmannschaft. Mit l'OM stand er 1986 und 1987 jeweils im Finale des Coupe de la France und erlangte 1987 die französische Vizemeisterschaft. Nach insgesamt elf Jahren im Verein verließ Anigo 1987 die Hafenstadt und wechselte zum Zweitligisten Olympique Nîmes aus der rund 100 km von Marseille entfernten Stadt Nîmes. Nach drei Jahren kehrte er nach Marseille zurück und schloss sich dem Amateurverein US Marseille Endoume an. Bei diesem verblieb er ebenfalls für drei Spielzeiten und wechselte anschließend 1993 zu dem Amateurverein SO Cassis Carnoux, den er allerdings nach nur einer Saison wieder verließ und zum US Marseille Endoume zurückkehrte; ab 1995 fungierte er dort als Spielertrainer.
1996 beendete er im Alter von 35 Jahren seine aktive Karriere als Fußballspieler, in der er ausschließlich für Vereine aus der Region Marseille gespielt hatte. 

### Als Trainer und Funktionär
Nachdem er bereits seit 1995 als Spielertrainer beim US Marseille Endoume aktiv gewesen war, konzentrierte sich Anigo nach dem Ende seiner Spielerkarriere ganz auf sein Traineramt bei dem Verein, das er allerdings ein Jahr später aufgab, um zu dem Amateurverein GS Consolat Marseille zu wechseln.
1997 kehrte José Anigo zu Olympique Marseille zurück und wurde dort Jugendtrainer. Mit dem Beginn der Saison 2001/02 wurde er als Nachfolger von Tomislav Ivić der neue Cheftrainer der Profimannschaft des Erstligisten, trat aber bereits im September 2001 wieder von diesem Amt zurück. Stattdessen wurde er Trainer der B-Mannschaft des Vereins. Im Januar 2004 übernahm er erneut als Nachfolger für den entlassenen Alain Perrin das Traineramt der in der Ligue 1 aktiven Profimannschaft von l’OM. Mit der Mannschaft um Fabien Barthez und Didier Drogba spielte er eine solide Rückrunde und erreichte mit ihr – nach Siegen gegen den FC Liverpool, Inter Mailand und Newcastle United – das Finale des UEFA-Pokals, in dem man allerdings dem FC Valencia unterlag. Im November 2004 trat er als Cheftrainer wieder zurück und wurde stattdessen der Sportdirektor des Vereins. So gelang dem Verein unter Anigos sportlicher Leitung unter anderem 2006 und 2007 jeweils der Einzug in das Finale des Coupe de la France und 2010 der Gewinn der französischen Meisterschaft sowie das Erreichen der Vizemeisterschaft in den Jahren 2007, 2009 und 2011. Auch mit dem Gewinn des UEFA Intertoto Cups 2005, dem zweimaligen Gewinn der Trophée des Champions 2010 und 2011 sowie dem dreimaligen Gewinn des Coupe de la Ligue 2010, 2011 und 2012 wurden unter seinem Management Erfolge gefeiert. Am 8. Dezember 2013 übernahm er als Interimstrainer den Posten des zuvor entlassenen Trainers Élie Baup bei Olympique Marseille.
Mit der Verpflichtung von Marcelo Bielsa als neuem Trainer und einer Neuorganisation des Vereins im Sommer 2014 wurde Anigos Stelle als Sportdirektor abgeschafft. Stattdessen wurde Anigo für den Verein Direktor für internationale Zusammenarbeit in Afrika und zog nach Marokko. Nachdem der Verein im Oktober 2016 einen neuen Besitzer erhalten hatte, trennte sich der Verein zum Monatsende von Anigo.
Im Sommer 2015 fungierte Anigo kurzzeitig als Trainer des tunesischen Vereins Espérance Tunis, trat dort jedoch nach sieben Spielen, davon fünf Niederlagen, wieder zurück. Zur Saison 2017/18 übernahm er den griechischen Erstligisten Levadiakos, mit dem er am Saisonende als Tabellen-10. abschloss. Im Sommer 2018 wechselte er zum Ligakonkurrenten Panionios Athen, wo er im Dezember 2018 jedoch wieder freigestellt wurde.
Von Oktober 2019 bis Juni 2020 war Anigo Leiter der internationalen Scoutingabteilung des englischen Zweitligisten Nottingham Forest.
Im September 2022 ging er erneut nach Griechenland und wurde sportlicher Leiter des amtierenden Meisters Olympiakos Piräus. Nach dem Rücktritt des bisherigen Trainers Míchel im April 2023 übernahm er die Mannschaft bis zum Saisonende als Interimstrainer, ehe zur neuen Saison Diego Martínez Penas als neuer Cheftrainer verpflichtet wurde.

## Erfolge

### Als Trainer
- Finalist des UEFA-Pokals: 2004

### Als sportlicher Leiter

#### National
- Französischer Meister: 2009/10
- Finalist der Coupe de la France: 2005/06, 2006/07
- Französischer Supercupsieger: 2010, 2011
- Sieger der Coupe de la Ligue: 2010, 2011, 2012

#### International
- UEFA-Intertoto-Cup-Sieger: 2005